# Змеиногорская крепость
Змеиногорская крепость — сторожевое укрепление Кузнецко-Колыванской линии. Располагалась на территории современного города Змеиногорск Алтайского края. С 1726 года уральский промышленник Акинфий Демидов получил право на добычу медных руд и строительство медеплавильных заводов на Алтае. В результате этого гора Змеиная стала объектом разведочных, а затем и промышленных разработок. Первый небольшой рудник был заложен демидовскими людьми в 1744 году, добывалась серебро-золотосодержащая руда, а для охраны тогда же начала строиться деревянная крепость. Название Змеиной горы связывают с изобилием водившихся на ней змей. Поселение развивалось как центр горнорудного производства, долгое время было крупнейшим в стране поставщиком золота и серебра. Постепенно уровень добычи драгоценных металлов снизился, в 1871 году Змеиногорский рудник прекратил работу. 
В 1757 году Змеиногорская крепость стала частью Колывано-Кузнецкой оборонительной линии.

## История
Дата постройки крепости в 1744 году подтверждается ответом главного приказчика Колыванской заводской конторы Григорием Сидоровым в августе 1745 года: «Построенная при Змиевском руднике крепость со всем строением в прошлом 1744 году в подённой работе в лесной воске со всеми употреблёнными при том припасы ценою стала во сто рублёв». Крепость имела форму правильного прямоугольника размерами 43 на 30 метров, была деревянной без крепостного вала и рва. По углам находились бастионы в виде башен размером 7 на 7 метров, имелись одни крепостные ворота в северо-восточной стене. 
Новая крепость стала строиться в 1749 году по определению канцелярии Колывано-Воскресенского горного начальства. Крепость строилась долго, к 1757 году появился вал с небольшим рвом. К 1761 году строения ещё не были закончены, крепость представляла собой незамкнутый неправильный прямоугольник размерами около 550 на 200 метров.
К 1770-м годам крепостную стену продолжили для ограждения Преображенской, Екатерининской и Вознесенской шахт. К концу века вал обрушился, отсалось только его основание.
В сентябре 1775 года разобрав каменную кладку Змеиногорской тюрьмы, находящейся на территории крепости, на волю бежало 14 человек – это были ссыльные каторжные пугачёвцы и горнорабочие. 
К настоящему времени остатки крепости на сохранились. Две крепостные пушки выставлены у входа в Музей истории развития горного производства в Змеиногорске. Реконструкция планировки крепости позволила определить, что крепостные бастионы располагались на пересечении современных улиц Громова и Щёрса, крепостной вал проходил вдоль улицы Коммунальной и Щёрса.  